# Lanna Rodrigues
Elane Martins Rodrigues (Son João de Meriti, Río de Janeiro, 8 de septiembre de 1981), conocida como Lanna Rodrigues, es una cantante, compositora y multinstrumentista brasileña.

## Biografía
Lanna Rodrigues dio sus primeros pasos a los 17 años, cuando se arriesgó a tocar la vieja guitarra de su madre. A los 18 años, descubrió su don para componer y empezó a convertir sus experiencias vitales en música en su autobiografía. Comenzó su carrera en 2003, actuando en los escenarios de la vida nocturna de Río con el nombre artístico de Lanna Rodrigues. Su primera gran experiencia en la música ocurrió el año de 2005 al presentarse para un público de por lo menos 20 mil personas en uno rodeo, teniendo la honra de dividir el escenario con la banda "Os Paralamas do Sucesso”. El día 24 de septiembre de 2005, Lanna participó del IV Festival de Música Popular Brasileña de Magé con 147 candidatos inscritos, posteriormente participó del V Festival el día 23 de septiembre de 2006 clasificada con autora e intérprete de la música "Marcas del Pasado". Lanna llevó el segundo lugar en el IV Festival, donde concursó con la música autoral “No Adelanta”. El 8 de octubre de 2005, Lanna participa del I Festival de Música Popular Brasileña de Quemados, promovido por la Secretaría de Educación y Cultura de Queimados, concursando con música autoral “Para olvidarte”. 
En noviembre del mismo año, Lanna fue clasificada por la Revista MPB, como de más nueva revelación de la Música popular brasileña, concernente a la interpretación y repertorio musical en las presentaciones en las noches de Río de Janeiro, simultáneamente, se dedicó al proyecto de la Fundación de Desarrollo y Apoyo la Niños Especiales, en Itatiaia - RJ. En 2007, la joven inicia las clases de esquina lírico y violão popular en la Escuela de Música Villa Lobos, además de formarse en administración. Nueve años más tarde - en 2016, participa de la 5ª temporada del Reality Show The Voice Brasil en la Red Globo en el Equipo de Lulu Santos con la canción "Para Usted", siendo automáticamente seleccionada por el competidor técnico para su equipo. Después de perder la batalla en el séptimo episodio ante Victoria Carneiro con la canción "No Vaya Aunque", fue eliminada de la competición. La fase de batallas fueron transmitidas en tres episodios, siendo los episodios seis a ocho representados por batallas entre los día día 9 a 24 de noviembre de 2016. En esa fase, los técnicos contaron con la ayuda de Ivete Sangalo como supertécnica para todos los equipos. En medio a toda repercusión traída por el programa, la artista interrumpe su carrera para cuidar de su marido y empresario, Jefferson Luis, que adoece debido a una leucemia. En junio de 2017 su compañero y empresario Jefferson vino a fallecer y, Lanna deja su carrera por completo para vivir este luto. Lanna Rodrigues se aísla del mercado de shows musicales y, repasa este drama sola componiendo canciones para su propia autotransformação. 
En 2018, la música “Otra Vez” de Lanna Rodrigues en asociación con Beto Galvão es seleccionada para formar parte de la trilha sonora de la novela “El Séptimo Guardián” de la Red Globo por el director Rogério Gomes. Este año, participó del Festival Internacional de Salud Colectiva, Salud mental y Derechos humanos, después de conquistar varios resultados notorios en el mercado artístico. Desde entonces, retoma la carrera en los escenarios con presentaciones basadas en experiencias del trabajo. Durante lo Pandemia del Covid19 en Brasil, los trabajos fueron direccionados para las redes sociales y organización de su carrera suelo, con retorno gradativo en los escenarios a finales del año de 2021. El año de 2022, el cantante de funk carioca MC Bob Ron, prepara el proyecto de la nueva versión MPB de su música “Está escrito” en asociación con la Lanna Rodrigues y, arreglos de Brasil Melody Band.

## Carrera
Lanna Rodrigues inició la carrera cantando en bares, centros comerciales, participando de festivales de música y, abriendo shows de artistas de la MPB, además de participar de programas de radio y TELE. En 2008 Lanna Rodrigues lanza el CD de estrena "Marcas del Pasado", con espacio en las radios para transmisión en todo el país. En 2009, el samba-bossa autoral de la artista, "De vez en Noches", componiendo a coletânea "Nuth Lounge Brazilian Music Experience", lanzado y comercializado en los EUA por la gravadora "Water Music Records", objetivando alcanzar repercusión de su canción para el público americano y brasileño en el escenario musical. Posteriormente, la música "De vez en Noches" entra para la coletânea "News Fron Brazil Volumen I" por la gravadora Sonarts, con el lanzamiento simultáneo nos Brasil y EUA. Con la repercusión de su primer álbum, Lanna Rodrigues, adentra en la división de escenarios con los artistas Leoni, Os Paralamas do Sucesso, Sandra de Sá, Luka, Guilherme Arantes, Isabella Taviani, Jerry Adriani, Vander Lee, Raquel Koehler, entre otros. Como compañeros de composición, Lanna ya escribió músicas con Gabriel Sater, Max Viana, Jerry Adriani, Luka, João Abeto, Manu Santos, Helena Elis, Beto Galvão y Junior Pariente.
En 2010, Lanna lanza su single "Hojas al Viento", perteneciente al rango del "DVD Festcar" - Festival de la Canción de Araucária, por la Secretaría Municipal de Cultura y Turismo de Araucária - SMCT/PR. El año de 2007 lanzó el DVD “Las nuevas Divas Brasileñas” grabado en vivo en el CCSP (Centro Cultural de São Paulo). El año siguiente lanzó, por el "Sello Paulinos Music", el CD “Marcas del pasado”, producido por Moisés Camilo y Jefferson Luís. En el disco fueron incluidas los rangos “Algo así” (Mathilda Kóvak y Luís Capucho), “Ilusión” y “Nada cambió”, ambas en asociación con Claudia Martins; “Hace frío sin usted” (Hugo Sepúlveda); “Para olvidarte” y “No va a cambiar”, asociaciones con Aline Martins; “De vez en noches” y “Cicatrizes”, ambas con Jefferson Luis; “Instantes” (Helena Elis) y de su autoría las composiciones “Inicio, medio y fin”, “No adelanta”, “El tiempo” y “Un camino”, además del rango-título “Marcas del pasado”, compuesta en asociación con Claudia Martins. Con el disco distribuido por la Tratore y Imúsica, hizo varios shows de lanzamiento en los estados de Río de Janeiro y São Paulo. El mismo año, fue proyectado el espectáculo “Lanna Rodrigues canta Maysa”, por el productor Jefferson Luis con dirección musical y arreglos del maestro Wilson Nunes y, dirección cênica de Flávia Cruz, investigación y selección de repertorio por Lanna. Turnê fue realizado en diferentes escenarios de Río de Janeiro, entre los cuales el circuito del SESC y aún Teatro Raul Cortez, en Duque de Caxias y Teatro Café Pequeño en el Leblon - Zona Sur, de Río de Janeiro. En 2012, participó al lado de otros artistas como Elohim Seabra, Luna Encalado, Beto Caraori y Roberta Lima del espectáculo “Yo vi Elis sonriendo”, en conmemoración a los 65 años de Elis Regina en el CRMC (Centro de Referencia de la Música Carioca).
En 2015, a invitación de Jerry Adriani, participó como invitada en show presentado en la Arena Carioca Chacrinha, en Piedra de Guaratiba, Zona Oeste de Río de Janeiro.

## Filmografía

### Televisión/Streaming
| Año  | Título           | Papel                      | Notas                            |
| ---- | ---------------- | -------------------------- | -------------------------------- |
| 2016 | The Voice Brasil | Participante (7° episodio) | 5ª temporada, Equipo Lulu Santos |
| 2016 | Malhação         | Participación musical      | [cita requerida]                 |

## Discografía

### Álbumes
- 2007 - Las Nuevas Divas Brasileñas. Grabado en vivo: Centro Cultural de São Paulo - CCSP[8][40]
- 2008 - «Marcas del Pasado» . Gravadora: Tratore / Imúsica.[4][8][23][24][25][26][41]

- 2009 - «Nuth Louge Brazilian Music Experience» . EUA Gravadora: Water Music Records. OCLC 424568992[8][42]
- 2010 - Festcar – Festival de la Canción de Araucária. Lanzado: 2010 en Curitiba - PR Por Secretaría Municipal de Cultura de Araucária - PR.[8]
- 2011 - News Fron Brazil Vol I. Lanzado simultáneamente en Brasil y en el EUA Gravadora: Sonarts Collection.[8]
- 2016 - «Para Usted» . The Voice Brasil.[14][12]
- 2018 - «Otra Vez» . Trilha Sonora: El Séptimo Guardián (Lyrics Video) HD.[16][43]
- 2022 - «Está Escrito (acústico)» . Artista en destaque: MC Bob Ron.[20]

## Conexiones externas
- Wikimedia Commons alberga una categoría multimedia sobre Lanna Rodrigues.
- Wikiquote alberga frases célebres de o sobre Lanna Rodrigues.
- Sitio oficial (en portugués brasileño)
- Lanna Rodrigues en Instagram
- Lanna Rodrigues en Facebook
- Lanna Rodrigues en X (antes Twitter)
- Lanna Rodrigues (en portugués) en Dicionário Cravo Albin da Música Popular Brasileira
- Nuth Louge Brazilian Music Experience. OCLC 424568992

- Datos: Q111711159
- Multimedia: Lanna Rodrigues / Q111711159